# Комиссар Монтальбано
«Комиссар Монтальбано» (итал. Il commissario Montalbano) — итальянский телесериал, основанный на полицейских романах Андреа Камиллери. Главный герой — комиссар Сальво Монтальбано, и истории разворачиваются в воображаемом городе Вигата, на юге Сицилии.

## Контекст
Комиссар Сальво Монтальбано (Лука Дзингаретти) руководит полицейским участком в Вигате, вымышленном городе в вымышленной провинции Монтелуза на Сицилии. Сериал повествует о блестящих расследованиях Монтальбано и его команды. Несмотря на многочисленные приключения, Монтальбано остаётся верен давним романтическим отношениям с Ливией Бурландо (Катарина Бём, в последних сериях Соня Бергамаско), которая живёт в Генуе на севере Италии.

## Эпизоды
| Сезон | Эпизоды | Телевизионный дебют |
| ----- | ------- | ------------------- |
| 1ª    | 2       | 1999                |
| 2ª    | 2       | 2000                |
| 3ª    | 2       | 2001                |
| 4ª    | 4       | 2002                |
| 5ª    | 2       | 2005                |
| 6ª    | 2       | 2006                |
| 7ª    | 4       | 2008                |
| 8ª    | 4       | 2011                |
| 9ª    | 4       | 2013                |
| 10ª   | 2       | 2016                |
| 11ª   | 2       | 2017                |
| 12ª   | 2       | 2018                |
| 13ª   | 2       | 2019                |
| 14ª   | 2       | 2020                |

## Основные места
Сериал в основном снимался в различных городках провинции Рагуза, среди них:
- Рагуза
- Пунта Секка[итал.]
- Модика
- Шикли
- Комизо
- Испика
- Виттория
- Скольитти[итал.]